# ガスタービンエンジン

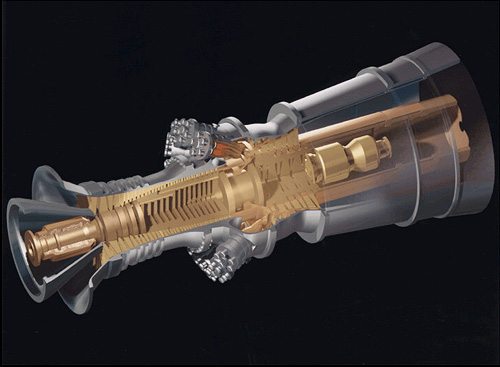
GE Hシリーズのガスタービンエンジン

ガスタービンエンジン(ガスターバインとも)は、原動機の一種であり、燃料の燃焼等で生成された高温のガスでタービンを回して回転運動エネルギーを得る内燃機関である。
重量や体積の割に高出力が得られることから、現在ではヘリコプターを含むほとんどの航空機に動力源として用いられている。また、始動時間が短く冷却水が不要なことから非常用発電設備として、さらに1990年代から大規模火力発電所においてガスタービン・蒸気タービンの高効率複合サイクル発電（コンバインドサイクル発電）として用いられている。

## 作動原理
ガスタービンは遠心式又は軸流式の回転式圧縮機で燃焼用空気を圧縮して燃焼器に送り込み、燃料を燃焼器に吹き込んで燃焼させる。その際に発生した高温高圧の燃焼ガスが遠心式もしくは軸流式タービンを回転させる。タービン軸は通常、圧縮機と直結しており、圧縮機に圧縮動力を伝え、持続運転する。燃焼ガスのエネルギーをタービンでできる限り回収して軸出力を取り出し、排気に仕事をさせない場合と、軸出力は圧縮機の動力としてのみ用いて燃焼ガスの後方噴出によって得る推力を出力の主体とする場合（ジェットエンジン）がある。自動車、レシプロ機関を持つ航空機等に用いられるターボチャージャーも、エンジンを燃焼器とし出力軸を持たない一種のガスタービンに分類できるが、後述の燃焼器（加熱器）代わりのレシプロエンジンの前後で大きく圧力が変わり得る点が通常のガスタービンと異なる。液体燃料ロケット用ターボポンプなど、液体燃料＋液体酸化剤などを燃焼室で燃やし、作動流体圧縮機を省略する（但し燃料・酸化剤注入ポンプが使われる場合はある）方式もある。
ガスタービンエンジンは連続的に圧縮・燃焼・膨張・排気する「部位」があるため、レシプロエンジン（ピストンエンジン）と異なりそれぞれの「行程」はない。燃焼は一定圧力のもとで行われ、理論サイクルはブレイトンサイクルで近似される。
この他、作動流体で化学燃焼させず、熱交換機・原子炉・電熱等で作動流体を加熱し、熱交換機等で作動流体を冷却、又は作動流体を排気する事により稼働する、外燃式ガスタービンも理論上存在し、一部研究試作された。また大気から空気等を吸い込みタービンを回した後再び大気に排出する形式のものを開放サイクルガスタービンと呼び、作動流体を閉じた流路に流し排気しない形式のものを密閉サイクルガスタービンと呼ぶ。

## 歴史
西暦150年、ヘロンが蒸気機関（アイオロスの球）を考案するが、玩具的にしか扱われず、その潜在的能力が認識されるのは何世紀もたってからである。
1500年、レオナルド・ダ・ヴィンチが暖炉で調理中のあぶり肉を回転させるためのスモークジャックの図を描いている。これは火から上昇する熱い空気の流れで羽根車を回し、その力であぶり肉を刺した棒を回すものである。1551年、タキ＝アルジンがスモークジャックと同じ用途の蒸気タービンを発明した。ジョバンニ・ブランカは1629年、蒸気タービンを使った砕鉱機を開発した。フェルディナント・フェルビーストは1678年、蒸気ジェットの力で動く車を開発した。
1791年、イギリスの技術者ジョン・バーバーが世界初の真のガスタービンの特許を取得した。その発明の構成は今日のガスタービンと基本的に変わらない。バーバーはこれを車の動力にしようとしたが、当時の技術では完全に動作するものを製作できなかった。
1894年（明治27年）、チャールズ・アルジャーノン・パーソンズは蒸気タービン船のアイデアで特許をとり、タービニアという実験艇を作った。1895年（明治28年）にはパーソンズの蒸気タービンを使った発電機がケンブリッジ発電所に設置され、街灯への電力供給を行った。1903年（明治36年）、ノルウェーのエギディアス・エリングが入力よりも出力が大きい世界初のガスタービンを完成させた（11馬力）。1913年、ニコラ・テスラが境界層効果を利用したテスラタービンの特許を取得。1918年（大正7年）、今日もガスタービン製造で知られているゼネラル・エレクトリックがガスタービン部門を創設した。1920年（大正9年）、これまでの経験則的な理論から一歩進んで A. A. Griffith が翼とガス流についての理論を構築した。
1930年（昭和5年）、フランク・ホイットルがジェット推進用ガスタービンの設計で特許を取得。日本ガスタービン学会誌19(73)では「エリングの業績を知っていたか」と問われたホイットルは「知らなかった。知っていたら開発は10年早く出来ただろう」と答えたとされている。実際にジェットエンジンが動作したのは1937年（昭和12年）4月のことである。1934年（昭和9年）、ラウル・パテラス・ペスカラはガスタービン用ガス発生器として使える自由ピストンエンジンの特許を取得した。1936年（昭和11年）、ハンス・フォン・オハインとマックス・ハーンがフランク・ホイットルとは別方式のジェットエンジンの開発に成功した。

## 特徴

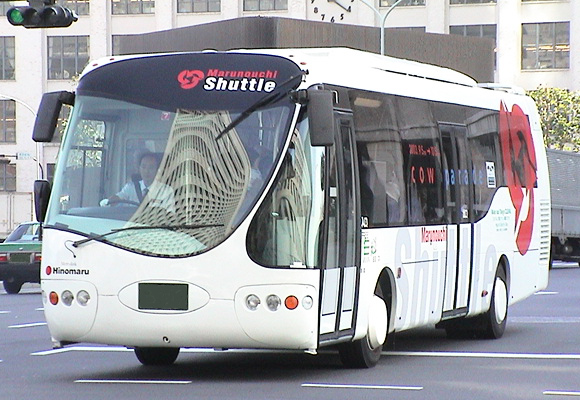
丸の内シャトルに導入された、ターボ・エレクトリック方式をベースとしたデザインラインのハイブリッドバス

同出力のレシプロエンジン（代表例:ガソリンエンジン・ディーゼルエンジン）などと比べ、以下のような特徴を持つ。
- 軽量で比較的小さな体積で高出力が得られ、レシプロエンジンと比べてパワーウェイトレシオが優れている。
- 低周波の振動が少なく、高めの周波数の騒音対策だけで済む。
- レシプロエンジンと比べて、低速回転時と高速回転時の燃料消費率の差が少ない。
  - そのため、低速回転域での燃費はディーゼルエンジン等のレシプロエンジンに比べ完全に劣る。
- 燃焼効率は比較的高いが、回転数を頻繁に変える用途での燃費が劣る。
- 常用回転数が高いため出力は大きいがトルクは小さいので、大トルクを要する用途では減速機が必要である。
- 「大量の空気を膨張させる」と言う条件をクリア出来れば燃料に対する要求が少なく、原理上は多種多様な燃料を使用できる。
  - メタン等のそれほど高価ではない燃料も使用可能であるが、特に航空機の場合、厳密に調合されたジェット燃料が指定されている。
- 冷却水が不要である反面、耐熱性に優れた素材で製造する必要があり、素材の関係から整備に専門的知識を伴った特殊な技術を要する。
- 機関本体は出力の割に小型。
  - ただし出力の割に吸排気量が大きいため、航空機以外では大量の高温排気の処理や、吸気から塵を除くフィルター装置が大掛かりになる。艦船用や艦載機等では塩気対策も重要になる。
  - 用途によっては、高い排気温度を利用して排熱ボイラーで高温の蒸気を発生させて蒸気タービンで熱回収するという対策（コンバインドサイクル）もある。
- 定期的な保守時の作業量がレシプロエンジンと比べて多く、時間とコストがかかる。
  - この様な都合もあり、保守の利便性を考え、全てをユニットとして取り外せる様に（ASSY交換）するため、設置位置に制約が付く事がある。
- 一定の回転数で動作させることは容易だが、回転数を細かく調整することは困難なため、回転数が頻繁に変わる用途には不向きである。
  - レスポンスがレシプロエンジンと比較して劣る。
  - 条件による違いはあるものの、同単価の燃料を使い出力を直接動力とする場合の燃費は、レシプロ内燃機関よりは悪く、移動体用の簡素な蒸気タービンよりは良好である。但し船舶用大型ディーゼルエンジンでは燃料油清浄処理を前提に（内燃式）ガスタービンでの使用に耐えない低熱量単価のC重油が使用でき、蒸気タービンに至ると更に低熱量単価の石炭・核燃料・太陽熱・地熱・ゴミ焼却熱などが使え、加えて発電所などでは移動体用より複雑なガスタービンと同等以上の熱効率の蒸気タービンが用いられている事が多い。
- 始動性は良いが、始動時の消費エネルギーが大きいため、頻繁にエンジンを停止する用途には不向きである。
- 窒素酸化物や炭化水素の排出が少ない[要出典]が、単体の熱効率はやや劣る。
  - 軍用船舶では赤外線探知されない様、上記の方法等の対策が必要である。
- 出力特性や燃費の欠点を補う為、電気式ハイブリッドの動力の一つとして用いられる例が多い（シリーズハイブリッドの発電用など。）。

## 燃料
航空機用の高性能エンジンは厳選されたジェット燃料（高度に精製された灯油）を使用する。アームストロング・シドレー マンバのように軽油を使用できるエンジンも存在する。
陸上設置型や舶用では軽油を使用する。A重油を除き、安価な重油は使用できない。発電用ガスタービンでは天然ガスや石炭をガス化して燃焼する機種もある。外燃式ガスタービンや密閉サイクルガスタービンでは蒸気機関と同様に、安価な重油や石炭や原子力や電熱等、内燃式ガスタービンで使用困難な燃料も使用可能になる。
アメリカ軍では航空機用のJP-8をガスタービンやディーゼルエンジンを搭載した車両の燃料として共通化している。

## 分類

### 軽量型と重構造型

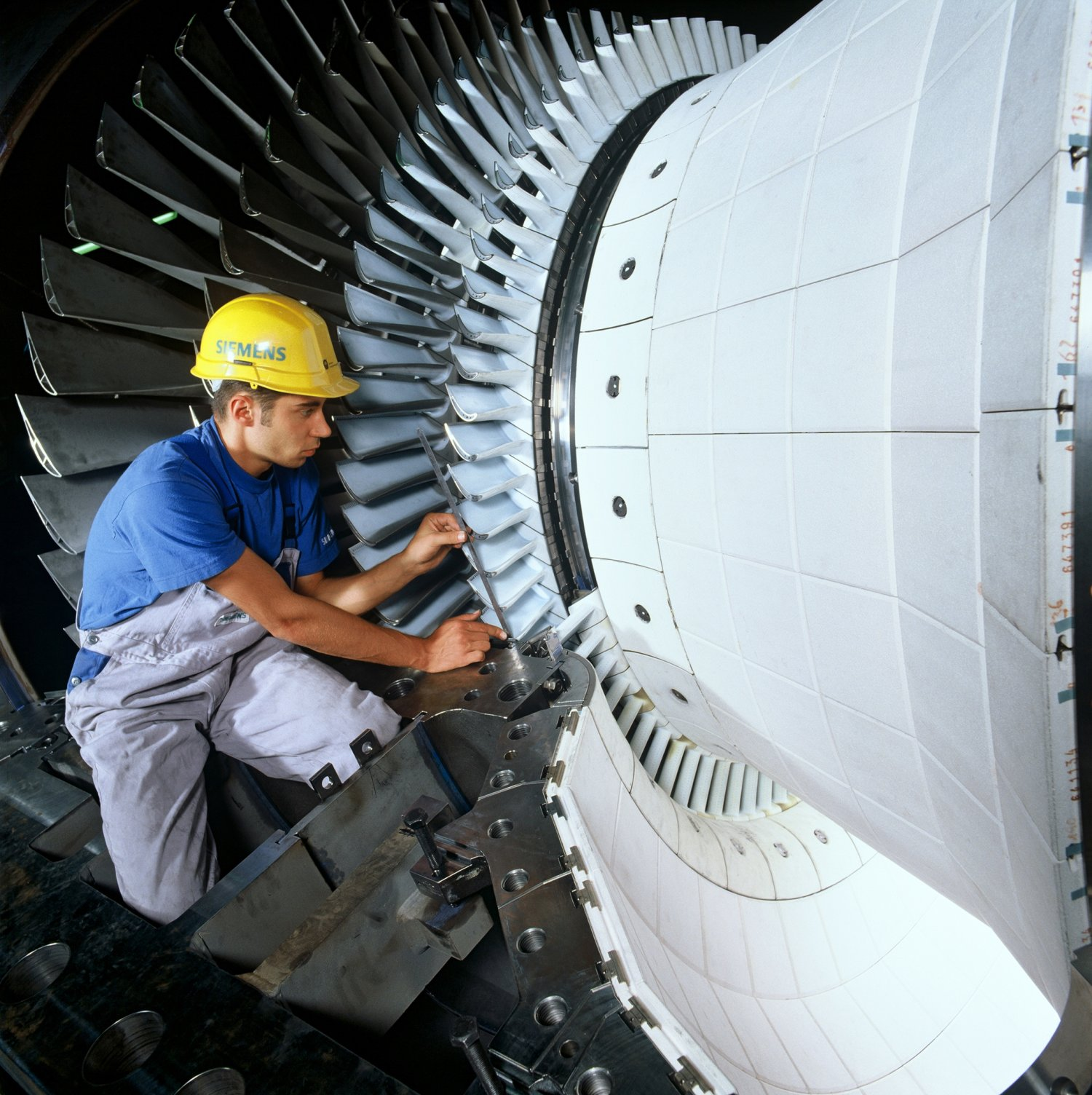
独シーメンス社製のガスタービンエンジンの内部

ガスタービンエンジンは航空機に搭載される軽量型と、主に地上に設置して発電などに使用される重量のある重構造型とに大別できる。船舶や車両といった移動体や地上固定式でも小型のものでは、航空機用のジェットエンジンの設計に基づく軽量のものが製造されており、軽量型に分類される。また、これらとは別にかなり小型のガスタービンエンジンも存在する。
軽量型（航空エンジン転用型）
ジェット機に使用されるジェットエンジンは軽量型である。この固定翼機用のジェットエンジンやヘリコプター用として開発されたターボシャフトエンジンを他の移動体用や小型の地上固定用途で製造・使用されている。ターボファンジェットエンジンではファンの代わりに出力軸を取り付ける必要があり、バイパス比の低いターボジェットエンジンでは排気側にフリータービンを取り付けて出力軸とするなどの変更が必要となるが、ターボシャフトエンジンやターボプロップエンジンではそのまま出力軸を使用することで他用途での利用が可能である。
軽量型は航空用エンジンの特徴を備え、軽量化のためにケーシングや回転軸などが肉薄になっている。重量が軽く容積が小さい。圧縮機・燃焼器・タービン部が輪切り状に分割出来るようになっている。(モジュラー構造)1軸から3軸と構成に幅がある。柔構造であり熱衝撃に強く、主要軸受けには転がり軸受けを、潤滑油には合成油を使用している。燃料は航空機用途は航空燃料が使用され、船舶や地上固定用途では軽油、天然ガス、LPガス等が使用される。始動時間が1-3分と素早く始動する。出力は比較的小さく最大でも40MW程である。補機類がケーシングの近くに付けられることが一般的である。
船舶用エンジンとしてはもともと重構造型が使われていたが、1960年代後半から航空機用ジェットエンジンの転用が始まり、21世紀現在では船舶用でも軽量型のものが主体となっている。
重構造型

産業型や重量型とも呼ばれる重構造型は火力発電での蒸気タービンから発展してきたため、重量が重く容積が大きい。軽量化は不要であり、ケーシングや回転軸などが肉厚になっている。保守の利便の為に圧縮機・燃焼器・タービン部のケーシングが個別に上下2分割出来るが回転体は一体となっているものが多い。
1軸の構成が多い。剛構造であり変形には強いが熱衝撃に弱い。主要軸受けにはすべり軸受けを、潤滑油には鉱物油を使用している。燃料は灯油、軽油、A重油、天然ガス、LPガスが使用される。始動時間が5-15分と少し遅い。出力は大きく最大350MW程である。補機類がケーシングとは別に設置されることが一般的である。再生サイクル、中間冷却サイクル、吸気加湿冷却システム、コンバインド発電、蒸気噴射システムなどを使って総熱効率を高める工夫が行なわれる。

### マイクロガスタービン

マイクロガスタービンの例(1)

分散型発電機用としてマイクロガスタービンが開発され、コジェネレーションや再生器を使用して総合的な熱効率を高めるようになっている。小型で低価格にすることで事務所や商店等での利用が想定され、潤滑油を廃して空気軸受が使用されるなど、保守の手間を省くよう考慮されている。
特殊なものとしては、直径12mm、厚さ3mmの円盤状で重さ1gの超マイクロガスタービンが、電気出力10-20W程度の発電用途に開発されている。

### 内燃式と外燃式、開放サイクルと密閉サイクル
作動流体で燃料を化学燃焼させ熱源とする一般的な内燃式ガスタービンと、作動流体で化学燃焼させず熱交換機・原子炉・電熱等で作動流体を加熱し、熱交換機等で作動流体を冷却又は作動流体を排気する事により稼働する外燃式ガスタービンに、熱の動きで分類される。質量制限の緩い艦船用・発電用内燃式ガスタービンにも、排気からの熱を燃焼前の作動流体に移す熱交換器が装備され、外燃式ガスタービン的要素を帯びる場合も多い。
機関外から空気等の作動流体を吸い込みタービンを回した後機関外に全て排出する形式のものを開放サイクルガスタービンと呼び、作動流体を閉じた流路に流し給排気しない形式のものを密閉サイクルガスタービンと、作動流体の流れで分類され、両者の中間には、作動流体の一部（成分）を追加供給する物や、作動流体の一部（成分）を排出する物がある。

## 用途
航空機用、船舶用、陸上車両用、陸上設置型の発電用のそれぞれでエンジンとして使用される。乗り物（ビークル）においては、概して高性能だが高コストという定性上、民生よりも軍事での利用が多い。
特に航空用エンジンとしては高速の運転条件と相性がよく大重量の減速機が不要、機関の小型軽量高出力のメリットを減じる吸排気系の処理を考える必要がなく、回転軸出力を主に用いるものでも排気を推進力に利用でき、最も適合する。航空機用のガスタービンは、高温・高圧の排気ガスを後方に勢いよく噴射しその反作用で推進力を得るものから始まった歴史的経緯から、「ジェットエンジン」と通称される。2016年現在、実用化された有人航空機のジェットエンジンは全てがガスタービンエンジンであるが、ジェットエンジン＝ガスタービンエンジン、ではない。ジェットエンジンの定義は、気流を後方に噴射・或は前方から気流を吸入し、その反作用で推進力を得る事であり、タービンを備える事ではないからだ。ミサイル等無人機ではパルスジェットエンジンやラムジェットエンジンなどのタービンを備えないジェットエンジンが実用化されている。またレシプロエンジン・ガスタービンエンジンであっても高速で移動する場合は吸気吸入の際ラム圧を利用出来、超音速機ではそれによる推力が過半を占める。
一方で、航空機以外の用途に用いられるエンジンは、回転運動を取り出す目的で用いられるために「ジェットエンジン」とは呼ばず、ガスタービンエンジンと呼称するのが通例となっている。
なお、航空機でもプロペラやローターを備えるもののエンジンは、回転運動の取り出しと排気噴射の反作用の双方を用いる。こちらは「ターボプロップエンジン」もしくは「ターボシャフトエンジン」と固有の形式名で呼称され、ジェットエンジンないしガスタービンエンジンといった総称的な呼称で呼ぶ事は稀である。なお例外的であるが、レース用の自動車においては、回転運動のみならず排気噴射の反作用をも用いるものがある。さらに例外的であるが、自動車・鉄道・船舶で、高速実験や速度記録を作る目的で排気噴射の反作用を用いるエンジンを搭載した例があるが、そのエンジンはジェットエンジンと呼称された。

### 航空機

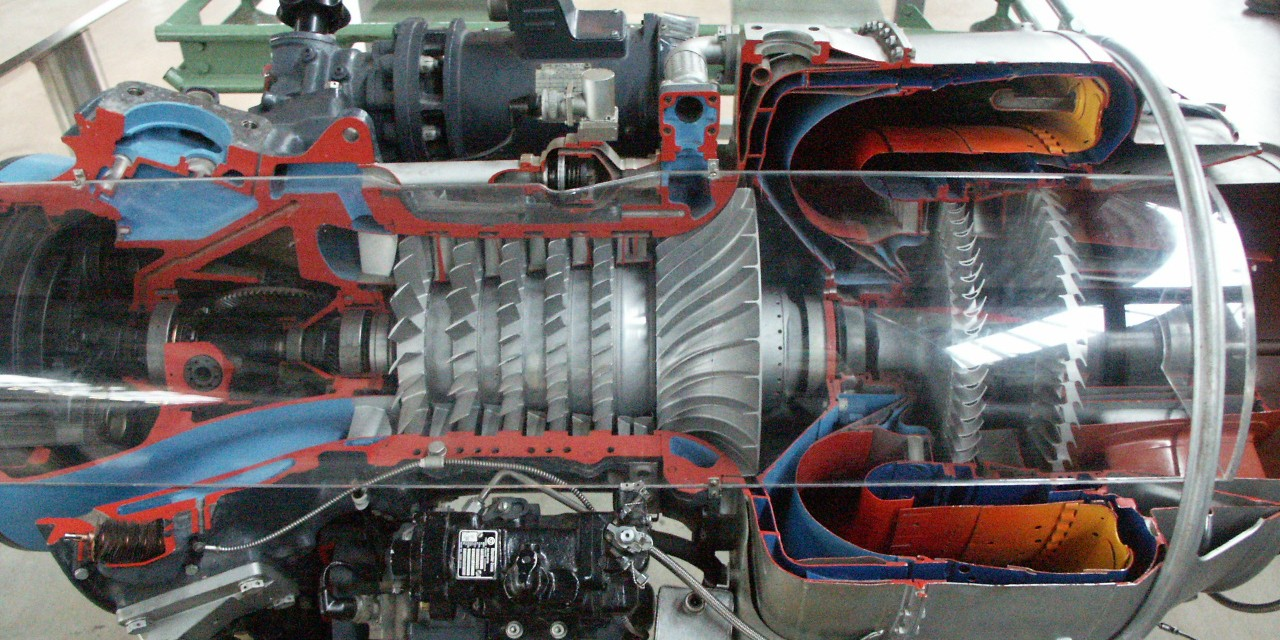
ライカミング T53 ターボシャフトエンジンの内部カットモデル

- 1940年代迄に開発された亜音速戦闘機、1950年代迄に開発された亜音速爆撃機や初期のジェット旅客機には、最も基本的なアフターバーナー無しのターボジェットエンジンが用いられた。
- 1950年代に開発された超音速戦闘機・爆撃機や超音速輸送機(SST)のコンコルドには、アフターバーナー付きのターボジェットエンジンが用いられた。
- YS-11やC-130を初めとする、中低速で飛行する中短距離用の中小型旅客機・軍用輸送機は、主にターボプロップエンジンが用いられている。
- 近年のヘリコプターの多くはターボシャフトエンジンを用いており、排気の反作用よりもエンジンの回転軸出力を用いている。
- 1960年代以降に開発された超音速戦闘機・爆撃機、民間機ではTu-144などの機体はアフターバーナー装備の低バイパス比型ターボファンエンジンを使用する。
- 亜音速・遷音速で飛行する一般的な旅客機や大型輸送機では、燃費が良く低騒音の高バイパス比型ターボファンエンジンが主に使用されている。
- 航空機用のタービンブレードは、内部に冷却用の空気を流す穴があけてあり非常に複雑な構造となっている。1200℃の温度に耐え、1万時間以上の寿命を持つ。価格は1枚70万円程度し、1セットで200枚程度あるとすると、全部交換して1億円以上かかる計算となる。現在の技術では、燃焼ガスに含まれる硫黄分により硫化が起こりやすく、硫黄分が冷却穴を塞いでしまうことで過熱・破断の末にエンジン停止をもたらす事故をしばしば起こしている。日本でも2005年秋に全日本空輸のボーイング777が立て続けに2件タービンブレードの破断による事故にあっている[注 1][5]。

中型・大型旅客機などの後部には、小型のガスタービンで駆動するAPU（Auxiliary Power Unit：補助動力装置）が、推進用のジェットエンジンとは別に搭載されている場合が多い。これは空港に駐機中、機内で必要な電源や油圧を確保したり、ジェットエンジン本体の始動に必要な圧縮空気を発生させたりする際に使用されるものである。尚、APU本体の始動にはバッテリー駆動のモータを使用するか、アキュムレーターによる蓄圧エネルギーを始動回転に用いる。燃料はジェット燃料が使用される。航空機の尾部に見られる小さな排気孔は、この排気用である。
航空機の操縦士や整備士の資格では、圧縮にタービンで駆動する圧縮機の回転を使うもの（ターボジェットエンジン、ターボファンエンジン、ターボプロップエンジン、ターボシャフトエンジン 但しピストンエンジンのターボチャージャーは除く）は『タービン』に分類される。

### 船舶
船舶用のガスタービンエンジンは、主機関に使用する他に船内発電用として、また、船に限らず地上のものと同様に非常用発電機のエンジンとして使用される。主機関として使用される場合には、一般的な減速ギヤー経由でプロペラシャフトへと接続されるものと、発電機で発電した電力で電動機を駆動するターボ・エレクトリック方式がある。減速ギヤーを使用するものでは、逆転用の歯車を組み合わせるものは少なく、可変ピッチプロペラによって逆進を行なうものが多い。
航空機用ガスタービンエンジンから作られた軽量型のものは1基では出力に限界があり、大型船では複数のガスタービンエンジンを備える必要がある。同時に出力調整が苦手という欠点を、低速時には一部機関を停止させることで補う。大量の吸排気が必要となりこれらの大きなエアダクトが船体中央部を船底から煙突や船体上部まで貫くが、ガスタービンエンジンの定期保守にはエンジンそのものを陸上に上げる必要があり、保守利便性と空間の有効利用は矛盾するため、設計時に困難が伴う。
海での使用では塩害対策が求められ、燃焼器ライナーと圧縮機の翼に耐蝕コーティングが施されている。

#### 軍用艦艇
軍艦に於けるガスタービンエンジンは、航空用エンジンを舶用に転用したエンジンの採用が艦艇を中心に広まり、近年では高速性を重視する艦艇にも採用が進みつつある。船舶用は中間冷却機を備える事で熱効率を上げている。
軽量大出力の艦艇用機関としてガスタービンエンジンを最初に採用したのはイギリス海軍で、1958年に進水したブレイヴ級高速哨戒艇にブリストル・シドレイ社 (Bristol Siddeley) のプロテュース (Proteus) が採用されている。大型艦艇での採用は旧ソ連海軍とイギリス海軍が先鞭をつけた。
1962年から建造が始まった旧ソ連海軍の満載排水量 4,510 トンの61型大型対潜艦（カシン型駆逐艦）は世界初のガスタービン推進の大型艦となった。
イギリス海軍は1966年に14型フリゲート「HMS エクスマス (F84)」をロールス・ロイス社のオリンパスTM1AとプロテュースによるCOGOG推進に改造して試験に供した。以後のイギリス海軍では81型フリゲートやカウンティ級駆逐艦、82型駆逐艦「ブリストル」におけるガスタービンと蒸気タービンとの組み合わせによるCOSAG 推進を経て、1973年の21型フリゲートや1975年の42型駆逐艦でオール・ガスタービン化されている。1980年に竣工した満載排水量 20,500 トンのインヴィンシブル級航空母艦はオリンパス TM1B を4基用いたCOGAG推進艦で世界最大のガスタービン推進艦となった。
これらの国々に続いてアメリカ海軍では1973年に竣工したスプルーアンス級駆逐艦や1976年に竣工したオリバー・ハザード・ペリー級ミサイルフリゲートがジェネラル・エレクトリック社製の航空エンジンである CF6-50 を舶用に転用した LM2500 ガスタービンによる COGAG 推進を採用している。
海上自衛隊では、11号型魚雷艇などに航空用エンジンを転用したガスタービンを搭載するとともに、昭和29年度計画乙型駆潜艇「はやぶさ」に防衛庁技術研究本部と三菱重工業長崎造船所が共同で開発・製造した MUK501（運輸省の練習船「北斗丸」に搭載されたものと同機種）がディーゼルと組み合わされ (CODAG) 試験的に搭載された。しかし本機の運用実績は芳しくなく、1970年（昭和45年）にガスタービン用の中央軸を損傷したのを機に撤去された。その後しばらく、護衛艦の主機にガスタービンを推すことを躊躇う風潮が生じ、蒸気タービンとディーゼルが主機に採用され続けたが、1974年（昭和49年）度計画でやまぐも型護衛艦の発展型として、ロールス・ロイス オリンパスTM3BによるCODOG機関を搭載した2500トン型護衛艦の建造が計画された。この計画はオイルショックの影響で中止されたが、3年後の1977年（昭和52年）度計画で、DEである「いしかり」が CODOG推進艦として、DDであるはつゆき型がCOGOG推進艦（巡航用にタイン RM1C を 2 基、高速用にオリンパス TM3B を 2 基使用する）として建造されることとなった。続く1988年のあさぎり型ではスペイ SM1A を 4 基組み合わせた COGAG 推進が採用された。エンジンは川崎重工業がライセンスをうけて生産した。1996年に一番艦が竣工したむらさめ型とその改良型であるたかなみ型はロールス・ロイス社のスペイ SM1C とジェネラル・エレクトリック社の LM2500 を採用した世界的にも珍しいメーカーの異なるガスタービンエンジンの組み合わせによる COGAG 推進艦である。このように現代の艦艇ではガスタービン主機が主流となっている。
前述の例群に先行して、類似技術のヴァルター機関が潜水艦や魚雷向けに試作・実用化され、魚雷用としては非ヴァルタータービン式ガスタービンが、後のスピアフィッシュ魚雷等に採用されている。
旧ソ連海軍やイギリス海軍ではいずれも軽量大出力であること、従来の艦艇用主機に比べて整備性が良いこと、出力の増減が迅速に行える点が評価された。一方で、ガスタービンとスクリューではその回転数が極端に異なるため巨大な減速ギアボックスが必要なこと、およびガスタービン主機は燃費が悪く、運転条件によっては多量の燃料を消費するなどのマイナス面もある。過去にカシン型は日本海で燃料切れを起こして立ち往生する事故を起こしている。またガスタービンエンジン搭載艦は従来の蒸気タービン、ディーゼルエンジン搭載艦と比べると大量の給排気、高温の排気、小型軽量であるがゆえの重心上昇などの点を、艦艇の設計にあたって留意する必要があり艦容に大きな影響を与える。
アメリカ海軍では下部が軽くなった分を下部構造を強化して重くし上部構造を軽合金で製作するなどして補正した。ただし軽合金製上部構造はフォークランド紛争やアメリカ海軍の火災事故などでの被害拡大の要因となったとされ、護衛艦では鋼製に戻されている。大量の給排気は煙突と給気筒を大きくすることで対応する。このためガスタービン搭載艦の煙突は太く短い物が多い。高温の排気については煙突からの排気の下流に物を置かないなどの対処がとられる。また蒸気タービン搭載艦などに流行したマック（マスト+スタック（煙突）の造語。両者の機能を併せ持つ構造物）はガスタービン搭載艦では見られなくなっている。

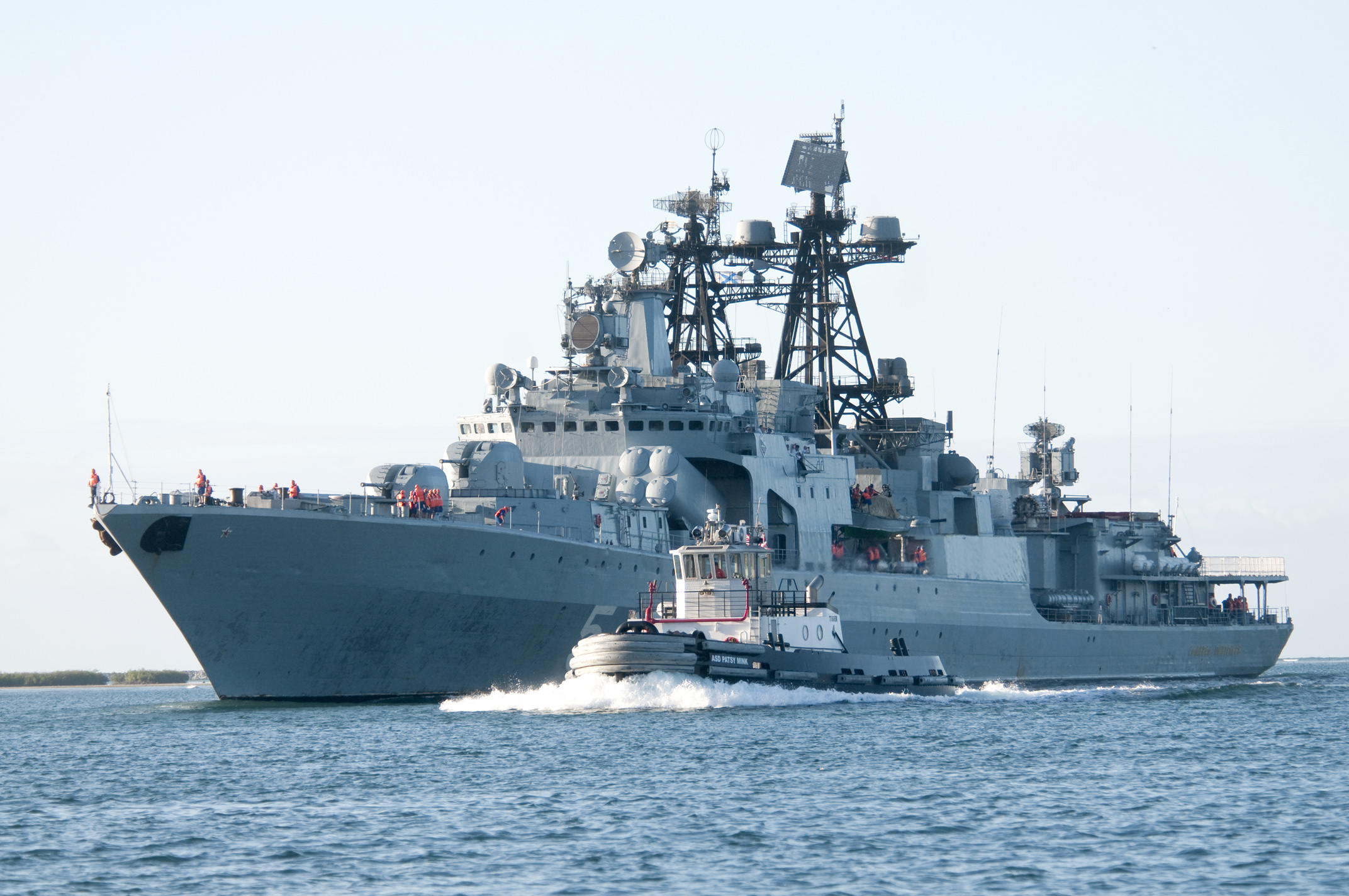
ウダロイ級駆逐艦
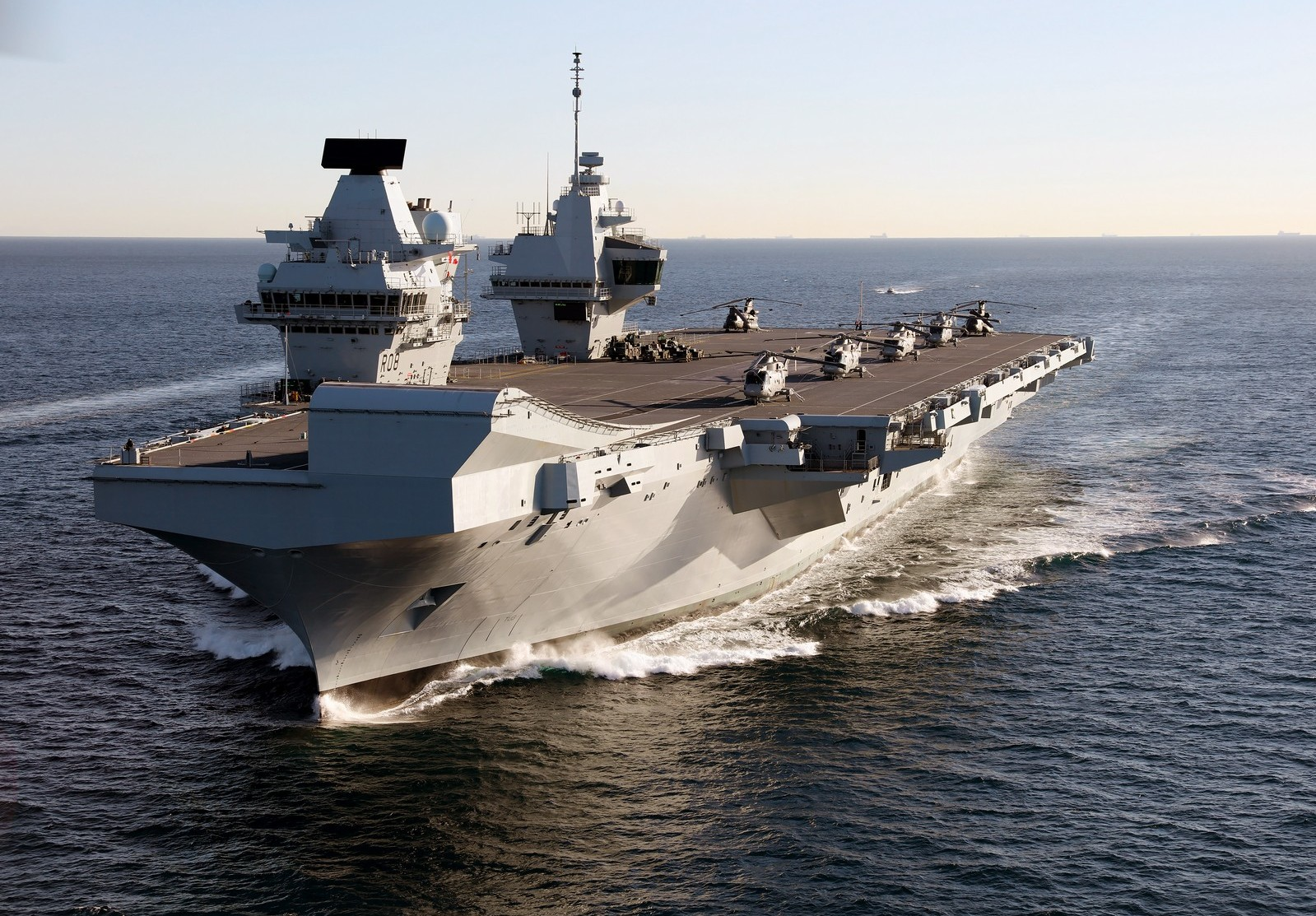
クイーン・エリザベス級航空母艦
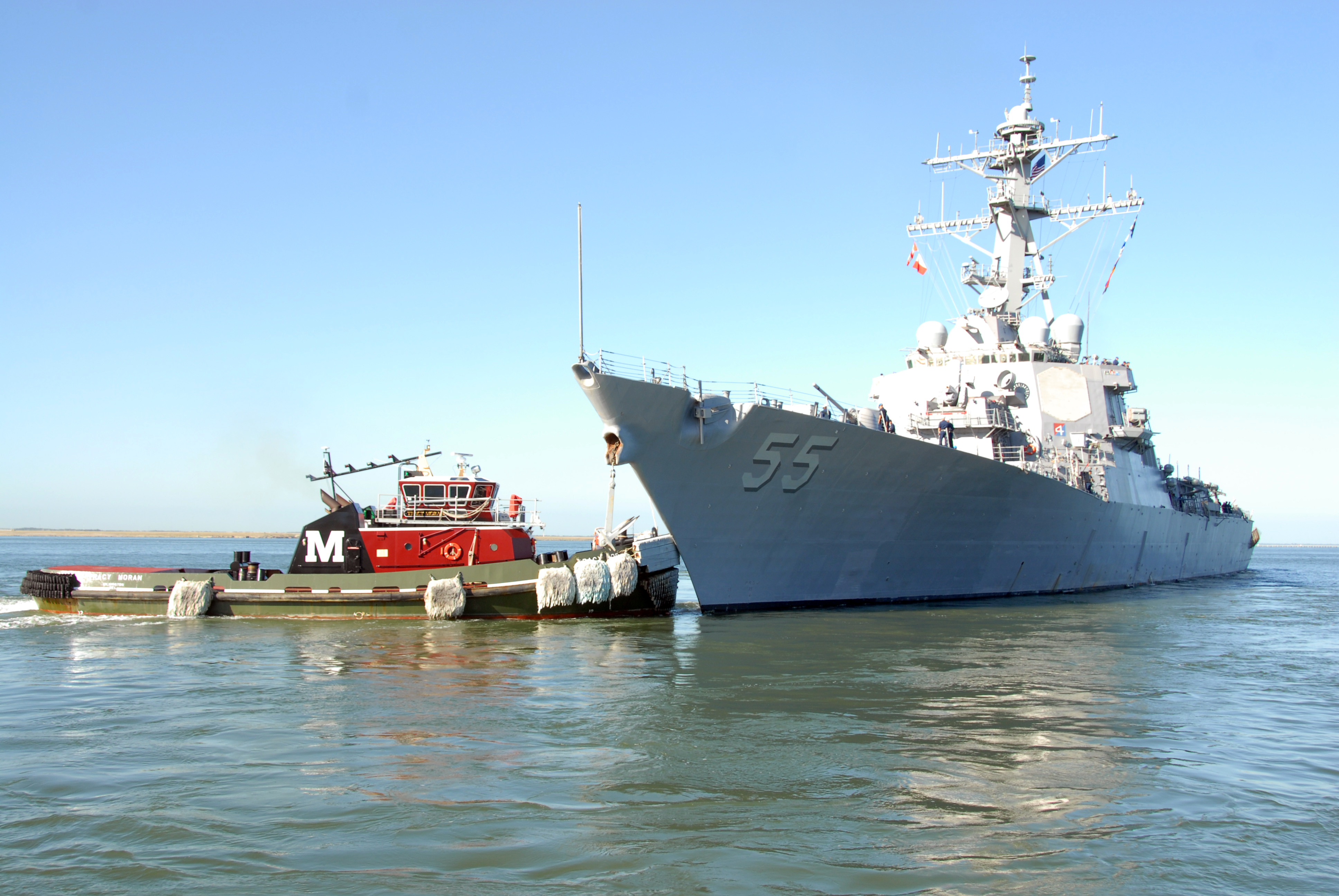
アーレイ・バーク級ミサイル駆逐艦
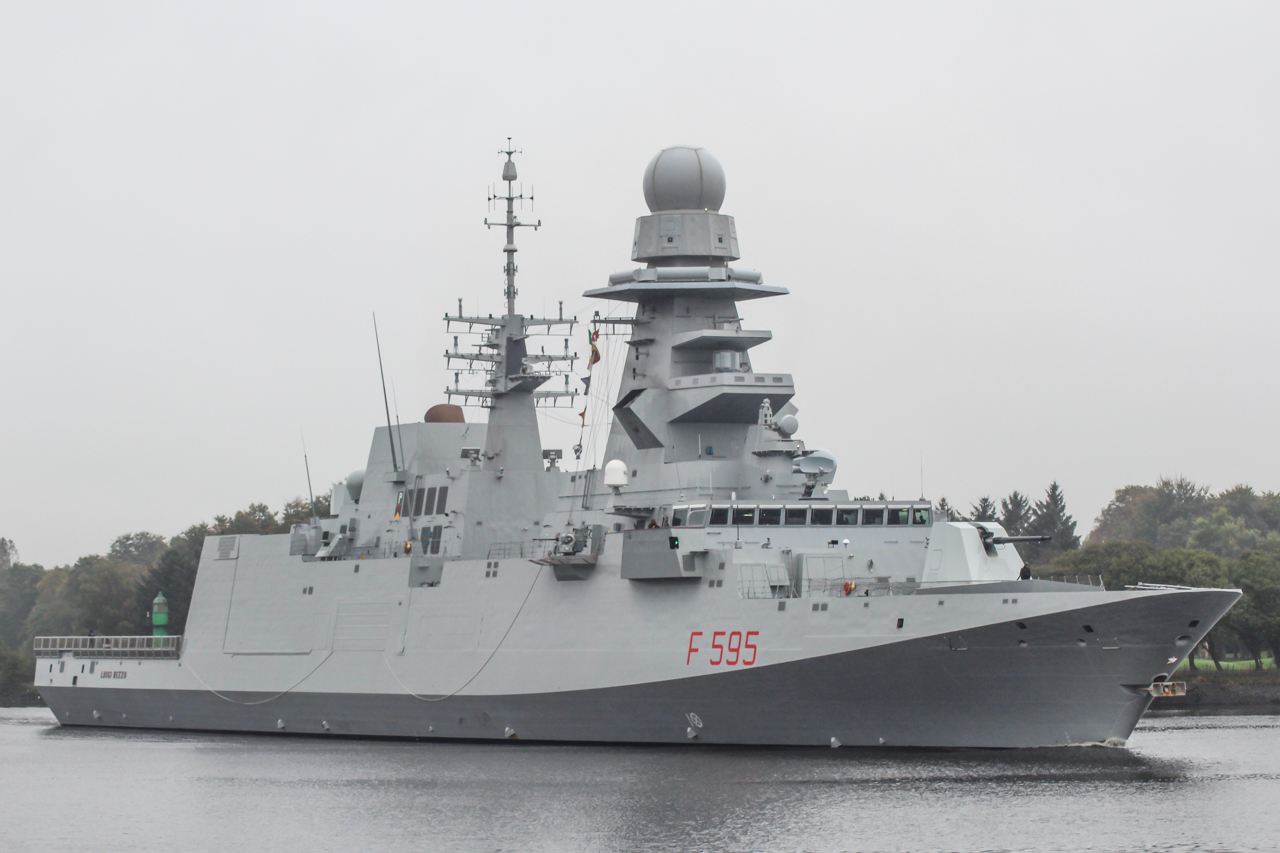
カルロ・ベルガミーニ級フリゲート (2代)

#### 民間船舶
民間船舶の多くには熱効率が非常に優れた低速回転ディーゼルエンジンが用いられている。一方で高速フェリーなどでは軽量化の容易さや、排気ガス中に含まれる窒素酸化物が少ないなどの利点から、ガスタービンエンジンも徐々に使用され始めており、特に水中翼船、ホバークラフトなどでは主流である。
また従来の舶用機関に比べてガスタービンエンジンの運転時の騒音、特に低周波成分が少ない点を評価し、大型客船用のターボ・エレクトリック方式の推進機関の主機として採用された例も存在する。
1990年代半ばの日本では、モーダルシフトに関連して内航船の速度向上をめざす二隻のテクノスーパーライナー (TSL) 実験船が建造された。三井造船の空気圧力式複合支持船型（エアクッション艇）「飛翔（ひしょう）」、及び川崎重工業の揚力式複合支持船型（水中翼船）「疾風（はやて）」は、いずれもガスタービンエンジン主機によるウォータージェット推進の高速船であった。
燃費が圧倒的に悪く、エンジンそれ自体の価格と保守にかかるコストもディーゼルエンジンより高額となり、整備のために取り外さなければならないため船内配置が制約されるなど、ガスタービンエンジンは舶用主機関としては不利な点が多いため、軽量である利点が生かせる用途にのみ使用される。

### 戦車
第二次世界大戦末期にドイツがGT 101ガスタービンをV号戦車パンターに試験的に搭載した。
最初に戦車へガスタービンエンジンを採用したスウェーデンのStrv.103ではディーゼルエンジンを混載し、ガスタービンエンジンは瞬発的な高速走行時のみに使用されていた。旧ソ連のT-80はガスタービンエンジンのみを搭載したが、トラブルが続出したためT-80Uで改良が加えられたほか、燃費のよいディーゼルエンジンを搭載したT-72、T-80UD、T-90、T-14を併行して生産配備している。アメリカのM1エイブラムスもT-80同様にガスタービンエンジンのみを搭載したが、燃費の悪さのために湾岸戦争時には大量の燃料の輸送が行われ、この戦訓から停車時の電力供給を目的にAPUが設置された。フランスのルクレールはガスタービンエンジンを補助動力としても使用できる複合動力装置として搭載している。しかし複雑なシステムゆえにフランス本国以外での修繕は不可能とされ、UAE輸出型は動力部をユーロパワーパックに換装した仕様となっている。
現在3種の戦車にガスタービンエンジンが用いられている。小型大出力のエンジンとして評価され、瞬間的なダッシュ力には一定の評価があるが、低速/停車時の燃費の悪さから、主力戦闘車輌としてはこれらに続く採用事例はない。現在、高容量電気二重層キャパシタと組み合わせたガスタービン-電気ハイブリッド式の開発が各国で進められている。

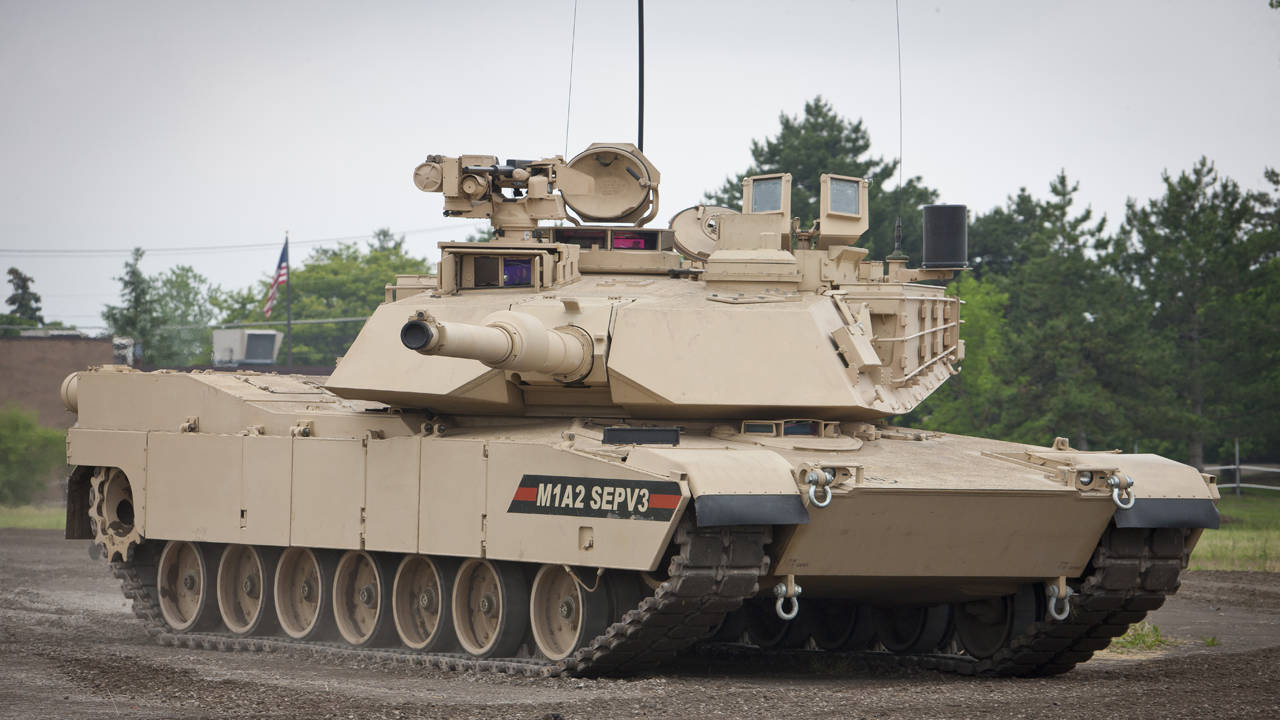
M1エイブラムス
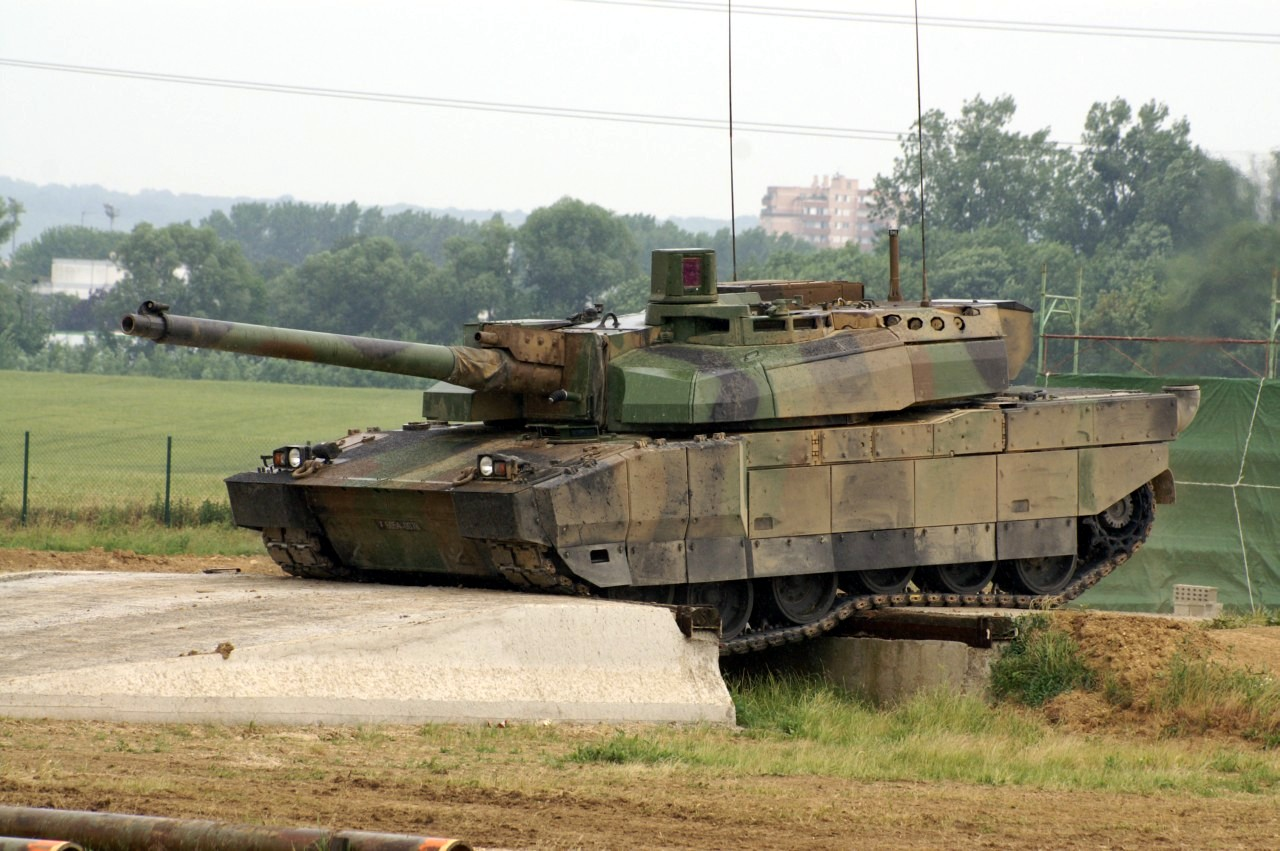
ルクレール

### 鉄道車両
鉄道車両へのガスタービンエンジン搭載も様々な方法で模索されてきたが、実用化された例は少なく、ランニングコスト等の理由から早々と営業運転を終了した車両も多い。前述した通り、細かなエンジン回転数の調整が困難な事・低負荷の状態では燃費効率が悪化する・騒音が大きいなどが理由として挙げられる。
鉄道車両への搭載例は、1941年にスイス連邦鉄道が導入した、ブラウン・ボベリ製ガスタービンエンジンと発電機を搭載したAm4/6形が最初の事例とされており、1966年 ユナイテッド・エアクラフト社（後のユナイテッド・テクノロジーズ）によるUAC ターボトレインがあり、長期試験の後1968年から米ニューヘブン鉄道で、1973年からカナダ国鉄・モントリオール-トロント間で特急「TURBO」として営業運転を行なっていた。試験車両としては旧国鉄が開発した国鉄キハ07形気動車改造車（キハ07 901）と、その結果を元に試作されたキハ391系がある。これらは非電化区間のスピードアップを図るために開発されたが、第一次オイルショックを機に実用・量産化が断念されている。フランス国鉄が運行するTGVも、初期にはガスタービン駆動の発電機で発電し電動機を駆動する電気式ガスタービン機関車が計画され試作車両が作られたが、同様にオイルショックのため電気機関車方式に変更された。ただし、実用・量産化の失敗の原因は当時の技術不足の一面も大きく、発電機・電動機の小型化が進んだ現在ならガスタービンエンジンの持ち味を生かせる可能性もあるとも考えられ、現在でもガスタービンで発電機を回して電動機を駆動する「電気式ターボトレイン」の研究が続いており、特にアメリカでは膨大な軍事技術を投入したハイブリッド仕様のターボトレインを研究中で、回生制御の肝となるフライホイールの開発如何によっては非電化高速鉄道の切り札になるといわれている。
その他にも1960年代から1970年代にかけてイギリスやドイツ、チェコスロバキア、スイス、ドイツ、ソ連などで開発が進められたが第一次オイルショックの後、開発は下火になった。その後、ロシアでは圧縮天然ガスを燃料とするGT1が開発され、試験運用されている。
ガスタービンの動力を変速機を介して車輪を駆動
- イギリス - イギリス国鉄 GT3
- フランス - フランス国鉄TGS気動車、ターボトレイン、T 2000(RTG)、ETG、CC 80000
- ドイツ - 西ドイツ国鉄210形、西ドイツ国鉄BR602、西ドイツ国鉄V169形
- ソ連 - G1-01、GT101、GT1
- チェコスロバキア - TL 659.001 と TL 659.002
- カナダ - UAC ターボトレイン
- 日本 - キハ07 901、キハ391系

なおフランス製のターボトレインはエジプトやイランなどへも輸出され、特にエジプトでは1983年の就役以来、カイロ〜アレクサンドリア間の特急列車として活躍している。
ガスタービンで発電して電動機で車輪を駆動
- スイス - スイス連邦鉄道Am4/6形
- イギリス - イギリス国鉄18000号機、イギリス国鉄APT-E
- フランス - TGV 001
- ロシア - GT1
- アメリカ - ユニオン・パシフィック鉄道の電気式ガスタービン機関車
- カナダ - ジェットトレイン
- 日本 - ターボロコ

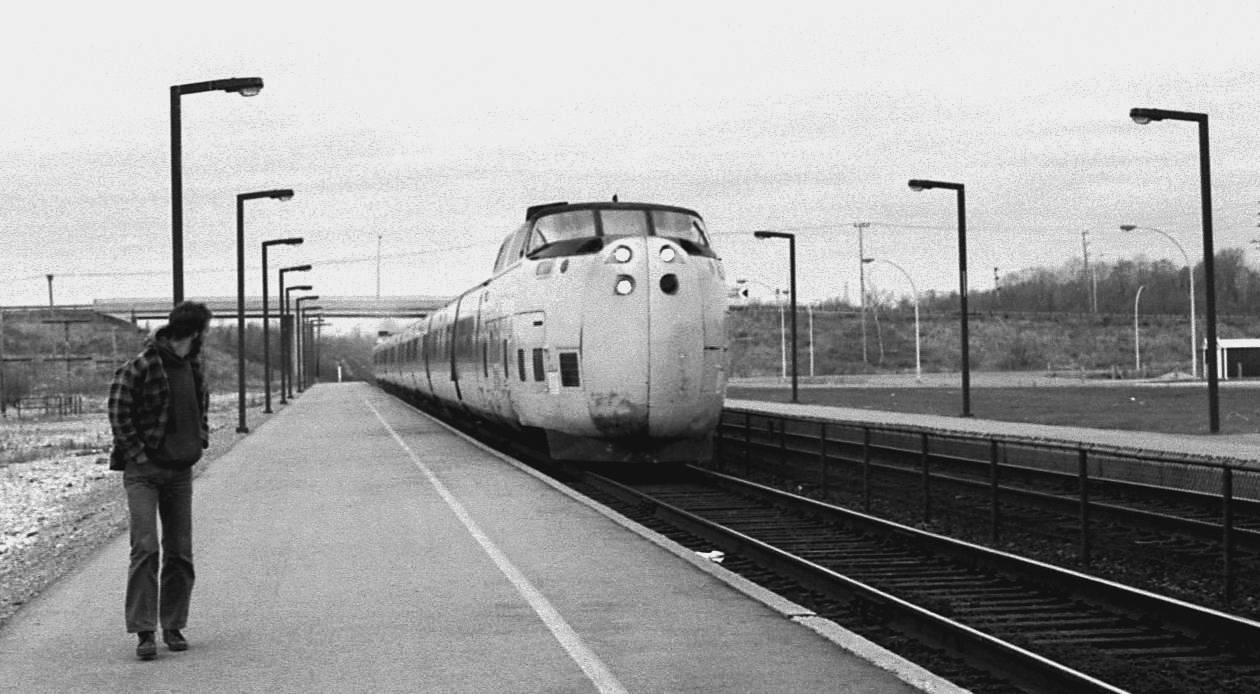
UAC ターボトレイン
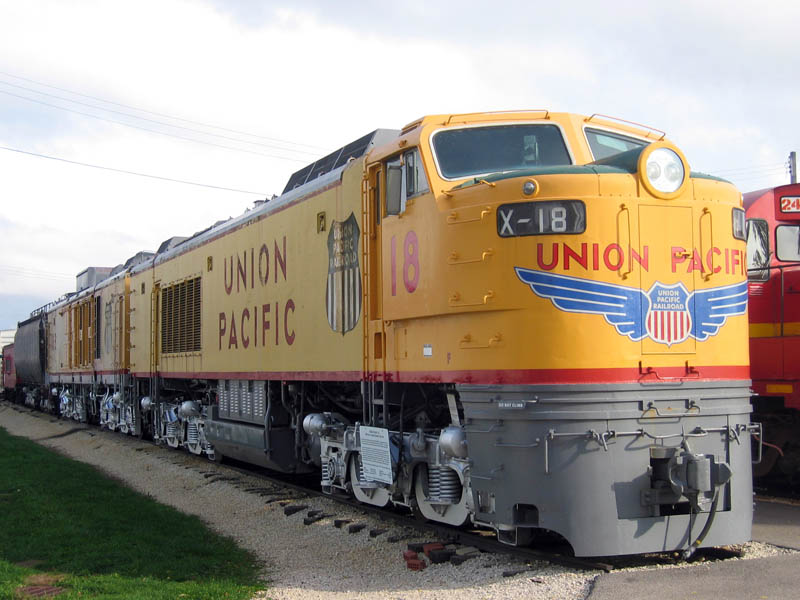
イリノイ鉄道博物館に保存されているUP 18機関車

ジェットエンジンの反動で推進（ターボジェット・トレイン）
- アメリカ-M-497上部にJ47-19ターボジェットエンジンを備えて噴射して走行した。
- ソビエト-高速走行実験鉄道車両（ウクライナ語版）

工事用などの産業用機関車では、蓄電池機関車にマイクロガスタービン発電機を搭載した機関車が実用化されており、現場の条件で充電や電池交換が困難な用途向けに使用されている。
さらに、本来の用途ではないが、雪かき車としてジェット噴射で除雪する車両が実用化されている。ヘリコプター用の小型ガスタービンを保線用車両に取り付け、排気をダクトで線路面に平行に前方に噴射し雪を吹き飛ばすタイプの除雪車両が、操車場などのポイントの融雪・氷塊除去に使用される。実際、ユニオンパシフィック鉄道のソルトレイクシティ駅で使用されていた。
個々の車両などはCategory:ガスタービン機関車も参照のこと。

### 自動車など
1950年代から1960年代にかけて、小型で高出力のガスタービンは次世代エンジンとして注目され、ガスタービン自動車の実用化に向けて様々な研究がされてきたが、量産車として成功した例は少ない。
1963年にクライスラーは自動車用ガスタービンエンジンを独自に開発してクライスラー・ターバインを開発し、一般ユーザー向けに試験販売も行われた。クライスラーでは1993年にもクライスラーパトリオットを開発している。日本車では日産自動車がコンセプトカーNX-21（1983年第25回東京モーターショー出品）を開発した例や、トヨタ自動車がGTV（1987年第27回東京モーターショー出品） を開発した例がある。
自動車レースの世界では、イギリスのローバーが1963年と1965年にガスタービン搭載車をル・マン24時間レースに出場させた例や、アメリカのSTPが、プラット・アンド・ホイットニー製のエンジンを搭載した車両を1967年と1968年のインディ500に出場させていた例などがある。
ハイブリッドカーの動力源としてガスタービンを使用する事例もあり、1992年のパリサロンではボルボ・ECCが出品されたほか、ゼネラルモーターズは1990年代半ばにGM・EV1電気自動車にウィリアムズ・インターナショナルで開発されたガスタービンを搭載したハイブリッドカーを開発した。単段式、単軸で熱交換器を備えたガスタービンにより永久磁石式交流発電機を駆動した。ガスタービンの重量は220 lb (99.8 kg)、直径20 inches (50.8 cm)、全長22 inches (55.9 cm)、回転数は100,000 から 140,000 rpmだった。タービンはハイオクタン価の代替燃料や圧縮天然ガスが使用された。蓄電池の容量が40%以下になると自動的にガスタービン発電機が作動して40 kWの電力を供給して充電する仕様だった。最高速度は80 mph (128.8 km/h)に達した。日本車でもトヨタがセンチュリーにガスタービンを搭載した「トヨタセンチュリー・ガスタービン・ハイブリッド」（1975年第21回東京モーターショー出品） や、スポーツ800にガスタービンエンジンとモーターを搭載したハイブリッドカー（1977年第22回東京モーターショー出品）を開発している。2019年には三菱自動車がガスタービンエンジンを搭載するプラグインハイブリッドカーの「MI-TECH CONCEPT」を発表した。
また2006年現在では、アメリカのマリン・タービン・テクノロジー社が、ガスタービンエンジン搭載のオートバイを市販している。
他にもマイクロガスタービン発電機をハイブリッド車の電源に採用した車両がアメリカやニュージーランドなどで見られ、日本では日の丸自動車興業が東京駅周辺で運行している2つの無料循環バス：丸の内シャトルとメトロリンク日本橋に採用されている。
2010年に開催されたパリモーターショーで発表されたジャガー75周年記念コンセプトモデルCX-75はレンジエクステンデッド（航続距離延長型）電気自動車エンジンとして発電用マイクロガスタービンを2個搭載し、合計70kWの出力を発生する。フル充電してさらにガスタービンを使用した場合900kmの航続距離を実現している。

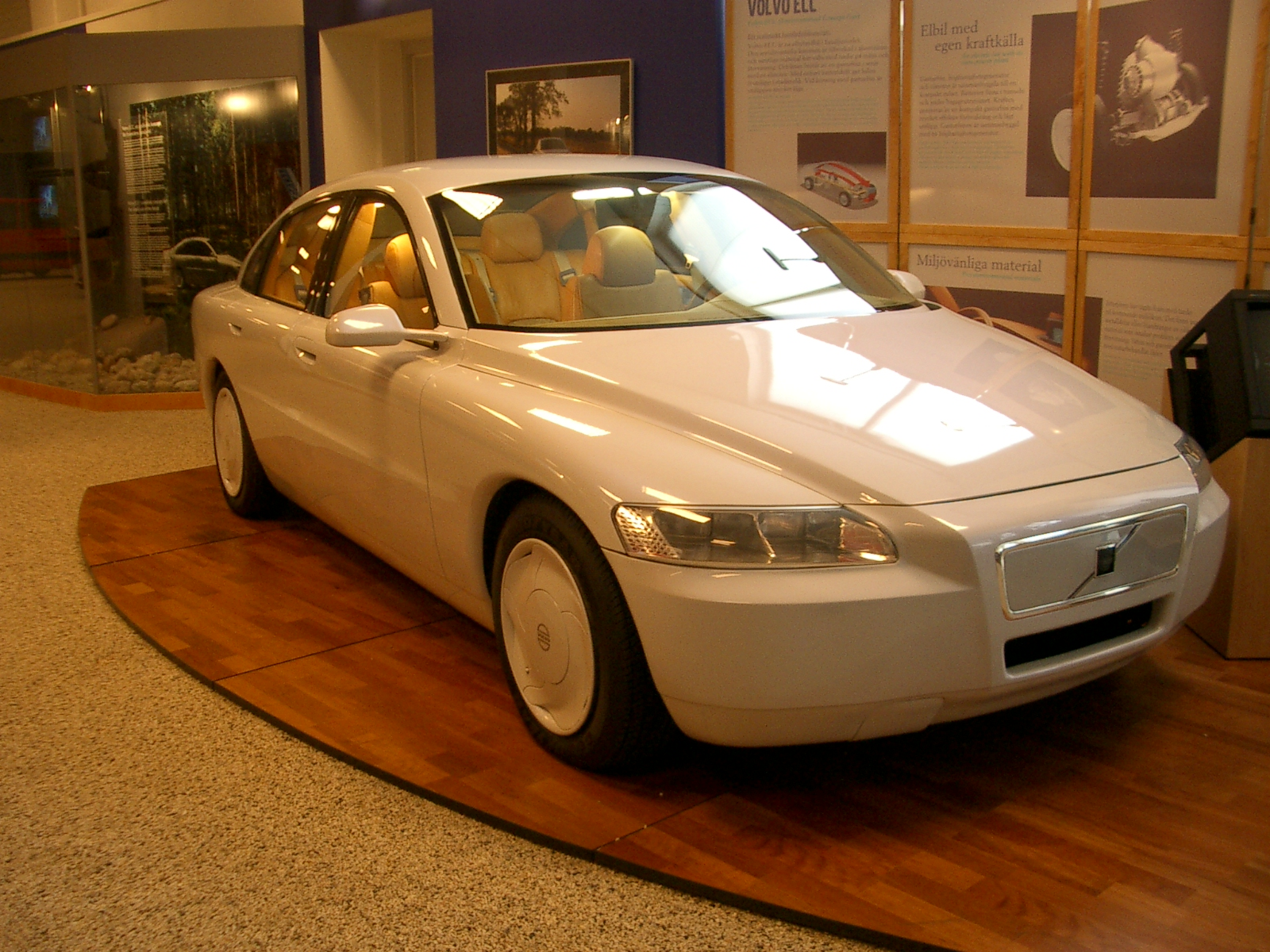
ボルボ・ECC
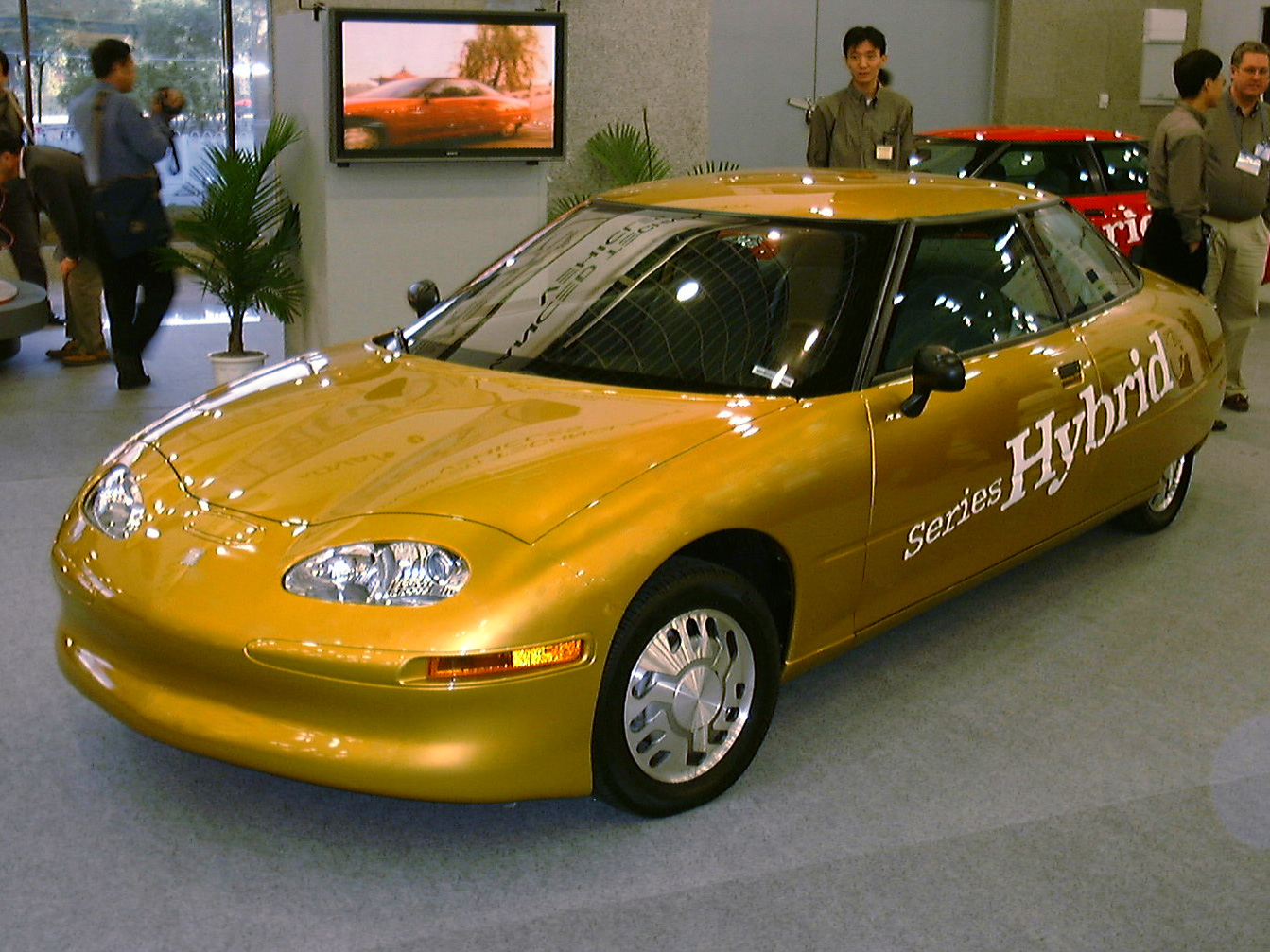
EV1 ガスタービンハイブリッド試作車
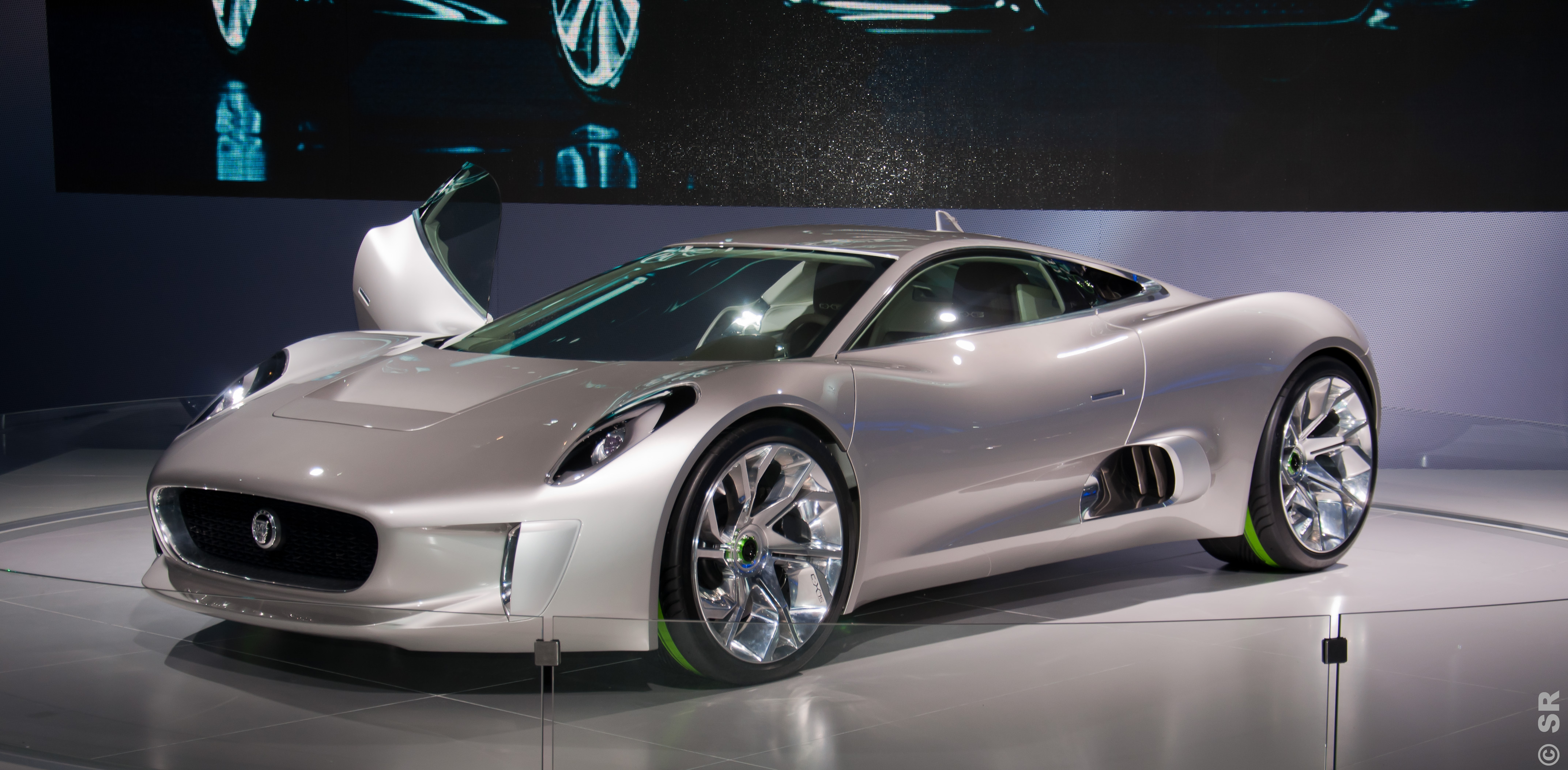
ジャガー C-X75.

### 定置型発電
ガスタービンエンジンは、汽力発電などに用いられる蒸気タービンに比べて起動時間が短いため、ピーク時用内燃力発電として1950年代から用いられていた。また、ディーゼルエンジンと比較して、小型軽量で冷却水が不要なため、非常用発電機に用いられる。さらに、高圧部が無いことから設置に際し規制が緩やかで、2000年代に入り電気工作物としての規制も緩和されたため、都市ガスを燃料とする超小型ガスタービンエンジンを用いた店舗用小規模自家発電装置なども普及している。振動が少なく、軽量なため、従来のディーゼル式発電機では不可能だった高層ビルの屋上に設置される例もある。
ガスタービンエンジンは高温で動作するため、その排気もまた十分に高温であり、吸収式冷凍機や廃熱回収ボイラーと組み合わせて、電気の他、蒸気、温水をも供給する熱電併給システム（コジェネレーション）や、さらに蒸気タービンによる発電を組み合わせて複合火力発電（コンバインドサイクル発電）とし、総合的な熱効率を大幅に高めることがなされている。
ムーンライト計画では中間冷却器、熱再生器を搭載した世界最高水準の高効率のガスタービンが開発された。現在は日本工業大学付属工業技術博物館に国産のターボファンエンジンであるFJR710と供に保存、展示されている。
2005年現在、ドイツなどでは、燃焼用の圧縮空気を夜間などの電力需要の小さい時間に岩塩を取り出した跡の岩盤内に蓄え昼間に使用することで圧縮機の必要動力を軽減し、発電量を増加させるものが実証試験中である。
2011年に起こった東日本大震災とそれに付随する福島第一原子力発電所事故により東北電力・東京電力管内の供給能力が急減し、この減少分を補うためにLNGを燃料とするガスタービン発電機が既存の火力発電所内に急遽設置されることとなった。

### ターボポンプ
ロケット等において推進剤をエンジンに供給する為に使用される。高速で回転する為、キャビテーションが発生しないように細心の注意が払われる。ターボポンプの成否が新型エンジンの成功の成否に懸かっているといっても過言ではないくらいでターボポンプの開発は難航する場合がある。

### その他
発電用ではない定置式ガスタービンエンジンの例としては、河川の排水ポンプがある。大雨等で水かさが増した河川の水をポンプ汲み上げて排水する時に使用される大型ポンプの動力としてガスタービンエンジンの採用事例がある。小型大出力、起動時間の短さ、整備性の良さ等が評価された結果である。